# Suryapal
Suryapal – gaun wikas samiti w zachodniej części Nepalu w strefie Gandaki w dystrykcie Lamjung. Według nepalskiego spisu powszechnego z 2001 roku liczył on 413 gospodarstw domowych i 1930 mieszkańców (1078 kobiet i 852 mężczyzn).